# Myriam Halberstam
Myriam Halberstam (geboren 1962 in New York City) ist eine amerikanische, auf Deutsch schreibende Kinderbuchautorin und Verlegerin in Berlin. Sie arbeitete als Journalistin, Fernsehredakteurin und Dokumentarfilmerin, bevor sie 2010 ihren Buchverlag „Ariella“ aufbaute, den sie seitdem leitet. Es ist der erste Verlag für jüdische Kinderliteratur, der nach dem Holocaust in Deutschland gegründet wurde.

## Leben und Werk
Myriam Halberstam ist die Tochter eines jüdischen Amerikaners und einer zum Judentum konvertierten Deutschen. Ihr Vater kämpfte in der US-Army im Zweiten Weltkrieg gegen Nazideutschland. Sie wurde in New York geboren und kam als Kind mit ihren Eltern nach Deutschland, wo sie im Rhein-Main-Gebiet aufwuchs und zur Schule ging.
Sie studierte Kunstgeschichte, Theaterregie und Schauspiel am Hunter College in New York mit einem Bachelor-Abschluss und wirkte an Spielfilmproduktionen in den USA und in Deutschland mit. 1981 ging sie für ein halbes Jahr nach Tel Aviv; 1988 übersiedelte sie dorthin und arbeitete als Journalistin, unter anderem als Nahostkorrespondentin des amerikanischen Fernsehsenders ABC News und für die Jerusalem Post.
Seit 1993 lebt Myriam Halberstam wieder in Deutschland. An der Kunsthochschule für Medien Köln erlangte sie nach einem weiteren Studium 1996 ein Diplom in Film- und Fernsehregie. Sie arbeitete als Redakteurin und Regisseurin für Öffentlich-rechtliche Fernsehsender und drehte Dokumentarfilme zu zeitgeschichtlichen Themen. Sie war Redaktionsleiterin der Dokumentationsreihe „Zeit TV“ von 3sat.
Nach der Geburt ihrer beiden Töchter begann sie sich mit Themen zur Erziehung und Bildung jüdischer Kinder zu beschäftigen. 2007 wurde sie Mitherausgeberin und Autorin des jüdischen Elternmagazins „Familienmentsch“ und begann Geschichten für jüdische Kinder zu schreiben. „Es gab einfach nichts zum Vorlesen, in dem jüdische Kinder und jüdische Kultur im Hier und Jetzt vorkamen“, sagte sie in einem Gespräch mit der Zeitung „Die Welt“.
Ihre erste Geschichte Lena feiert Pessach mit Alma handelt von einem jüdischen Mädchen, das ihre Freundin am Pessach-Fest teilhaben lässt. Im Laufe von drei Jahren entwickelte sie ein Konzept für eine Reihe mit Geschichten unter der Überschrift „Alle Kinder dieser Welt“, die der Carlsen Verlag herausgab.
2010 gründete sie ihren eigenen Kinderbuchverlag „Ariella“ in Berlin. Ariella, die weibliche Form von Ariel, ist Hebräisch und bedeutet „Löwin Gottes“. Der Name steht symbolisch für Jerusalem. Für das erste Bilderbuch, das Halberstam verlegte, Ein Pferd zu Chanukka mit Illustrationen von Nancy Cote, schrieb sie selbst den Text. Es folgte 2011 ein jüdischer Kinderbuch-Klassiker von Leah Goldberg Zimmer frei im Haus der Tiere in der Übersetzung aus dem Hebräischen von Mirjam Pressler, den Halberstam auf der Frankfurter Buchmesse präsentierte.
Seit 2019 verlegt sie auch Literatur für Erwachsene. Schalömchen – Witzige koschere Comics von Ben Gershon machte den Anfang. 2020 brachte sie die  Anthologie #Antisemitismus für Anfänger heraus mit Cartoons u. a. von Katharina Greve, Miriam Wurster und Til Mette. Das Buch entstand als Reaktion auf den Anschlag auf die Synagoge in Halle am 9. Oktober 2019. Halberstam setzt auf die Hoffnung, mit Cartoons Menschen zu erreichen, „die man sonst mit einer intellektuellen Debatte nicht erreicht“. Denn Antisemitismus spiele sich nicht auf einer bewussten Ebene ab. Als einer von 60 unabhängigen Verlagen wurde ihr Verlag von Kulturstaatsministerin Monika Grütters mit einem dotierten Deutschen Verlagspreis 2020 ausgezeichnet.
Myriam Halberstam lebt mit ihrer Familie in Berlin.

## Dokumentarfilme (Auswahl)
- Der Karton. Auf der Suche nach Helena. (30 Min.) WDR 1996
- Bananen für Palästina – die geheime Flotte der Juden. (30 Min.) hr-fernsehen, Erstausstrahlung 1998, Wiederholung im Mai 2018[7]
- Total normal? – Wie junge Juden in Deutschland leben. (45 Min.) WDR 1999[8]
- Fleißig – Gesund – Ledig. Gesucht 1949: Deutsche Frauen für Island. (45 Min) NDR 1999, aufgeführt auch auf den 44. Nordischen Filmtagen Lübeck[9]
- Die Flucht aus der Hölle oder der Aufstand in Sobibor. (30 Min.) hr-Fernsehen 1999
- Aloha Hawaii! Dokumentation über die Inselgruppe Hawaii. (75 Min.) ARTE 2000[10]
- Vernarbte Wunden. Vom Erinnern und Vergessen in Deutschland. (35 Min.) Aus der 3sat-Reihe „Zeit TV“, 2001
- Wäre Leah alt geworden? Kurzfilm, 11. Jewish Film Festival Berlin und Potsdam 2005[11]